# シリア軍
シリア・アラブ軍（シリア・アラブぐん、アラビア語：アラビア語: القوات المسلحة العربية السورية、英語：Syrian Armed Forces）は、かつて存在したシリア・アラブ共和国の軍隊。バアス党政権下ではシリア政府軍と通称されていた。
シリア・アラブ軍の法律上の最高司令官は大統領だが、事実上の指揮権はシリア政府の長である首相が有していた。とは言えシリアでは大統領による独裁体制が敷かれており、軍権も大統領が掌握しているため名実ともに大統領が軍の最高指揮権を持っている。
シリア・アラブ軍の管理・運営は国防省 (Ministry of Defence) が担当していた。
バアス党政権下でのシリア軍は徴兵制度を採っており、男子は18歳に達すると兵役の義務があった。兵役期間は2005年に2年半から2年に短縮され、2008年には21ヶ月に、2011年には1年半へとシリア内戦前までは短縮されつつあった。
2024年11月27日に始まった反体制の攻勢を受けてアサド政権が崩壊した為、本組織も事実上活動停止状態になった。

## 戦歴
- スレイマン・アル＝ムルシードに指導されたアラウィー派の反乱（1946年）
- 第一次中東戦争（1948-1949年）
- アトラシュ家に指導されたドゥルーズ派の反乱（1953-1954年）
- 1964年ハマー暴動（1964年）
- 第三次中東戦争（1968年）
- 第四次中東戦争（1973年）
- レバノン内戦介入（1976-1990年）
- 1981年ハマー虐殺（1981年）
- ハマー虐殺（1982年）
- 湾岸戦争（1991年）
- シリア内戦（2011年-2024年）

## 人員

### 内戦勃発以前
| 組織   | 現役    | 予備役  |
| 陸軍   | 215,000 | 500,000 |
| 海軍   | 5,000   | 4,000   |
| 空軍   | 40,000  | 20,000  |
| 防空軍 | 40,000  | 20,000  |

### 内戦勃発以後(推計値)
| 組織             | 現役    | 予備役 |
| 陸軍             | 125,000 | 不明   |
| 海軍             | 5,000   | 不明   |
| 空軍および防空軍 | 63,000  | 不明   |

## 機構

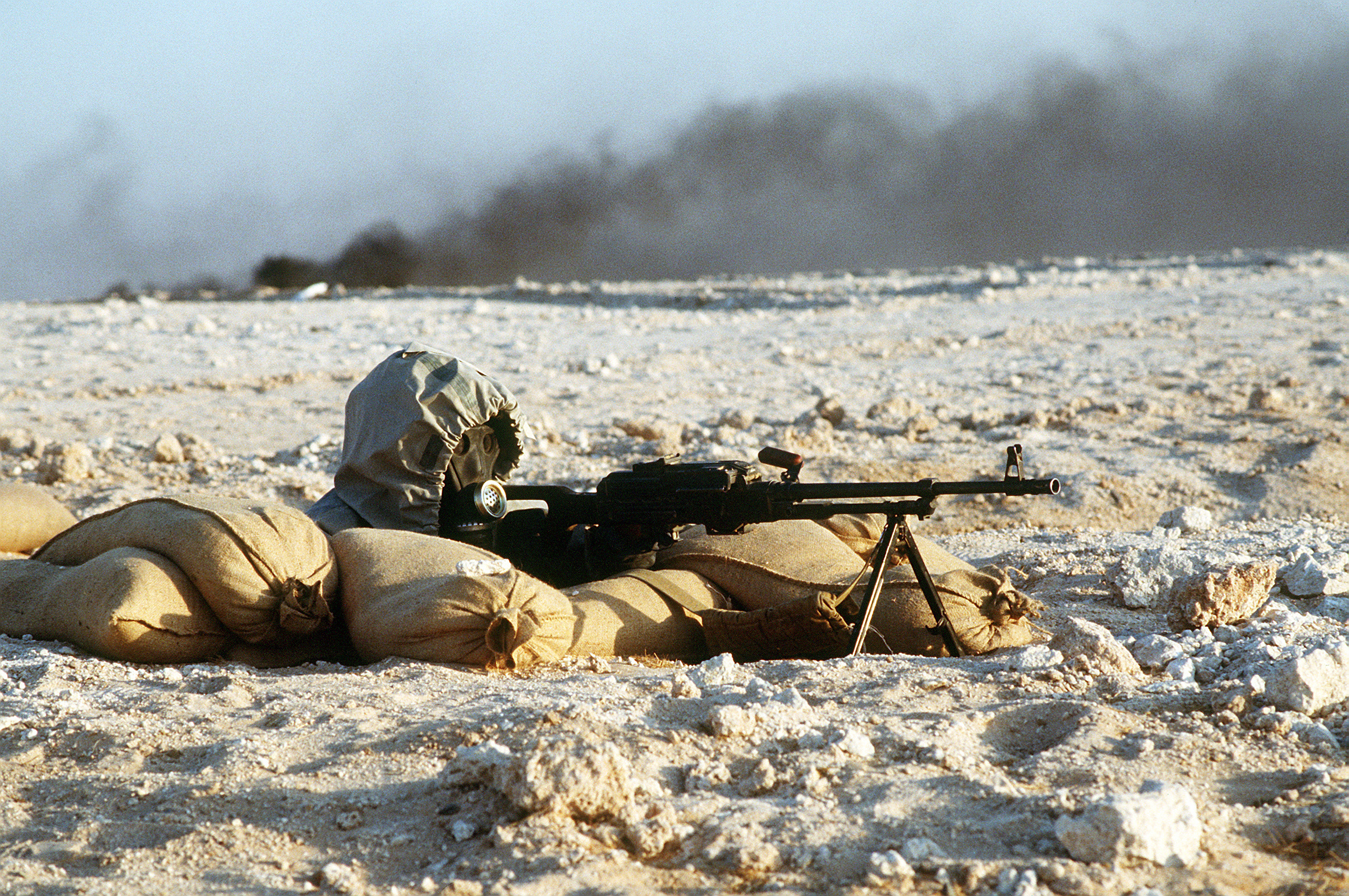
陣地を守るシリア陸軍の兵士（湾岸戦争）

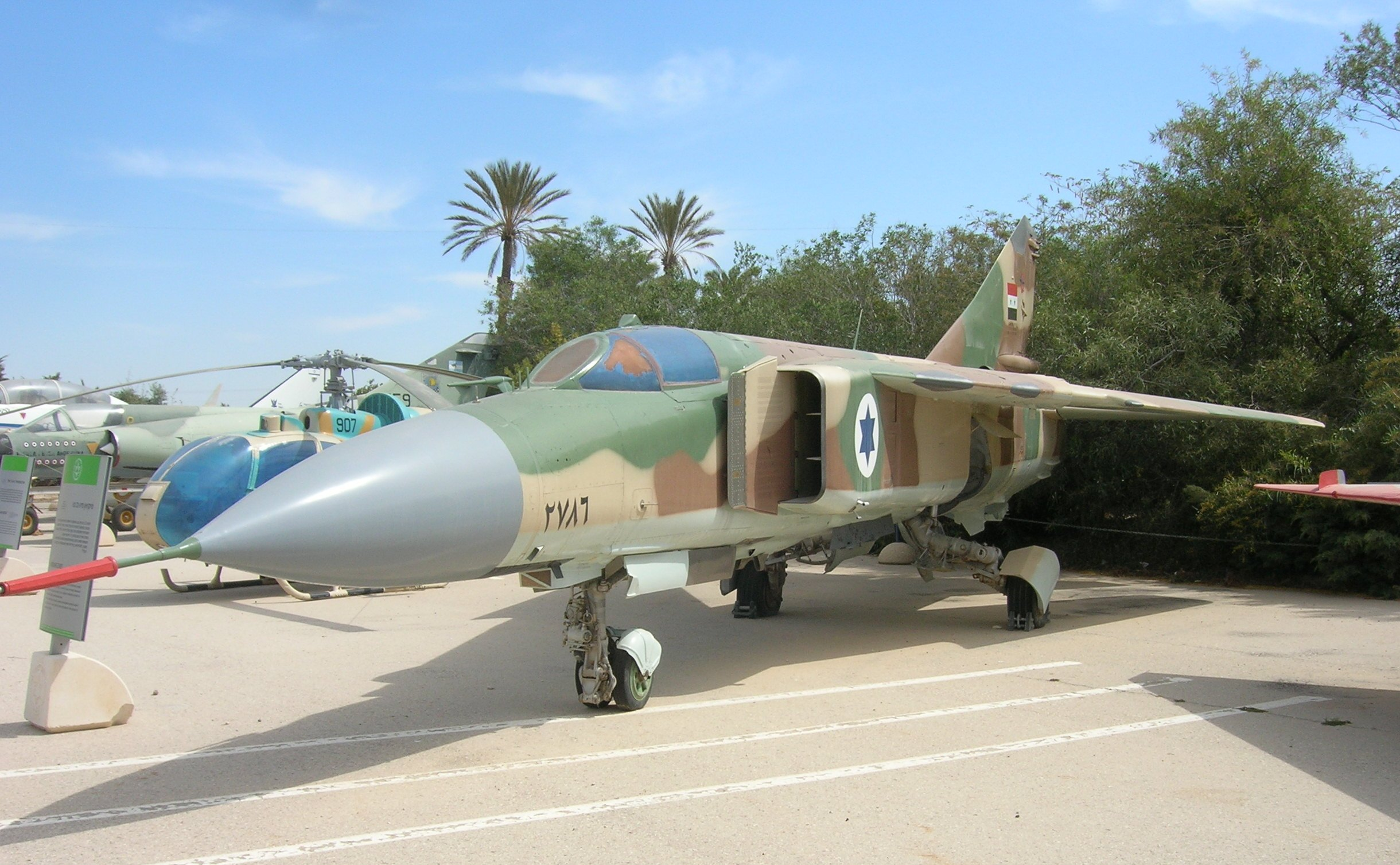
シリア空軍のMiG-23戦闘機

### 軍種
シリア軍は、陸軍、海軍、空軍、防空軍の4つの軍種から成る。
- シリア陸軍
- シリア海軍
- シリア空軍
- シリア防空軍（英語版）

### 軍情報機関
シリア軍は、2つの情報機関を有す。
- シリア軍事情報局（英語版）
- シリア空軍情報局（英語版）

### シリア陸軍
シリア陸軍は内戦勃発以前、平時で22万人の兵力を保有していた。シリア内戦では、自由シリア軍やムジャヒディーンの軍、ヌールッディン・アル・ザンキー運動などの比較的穏健とされるスンニ派武装組織の他、アル＝ヌスラ戦線やISIL、イスラーム軍、シャーム自由人イスラーム運動などのイスラム過激派武装組織を数多く含む、反体制武装勢力と激しい攻防を展開している。また、これらの組織はISILを除き協力関係にある。
内戦初期には体制への不満や反体制武装勢力の攻勢により軍から離脱する将兵も多く、特に陸軍において顕著であった。離脱者は、概ね脱走者と離反者に分かれ、後者が先述の自由シリア軍を形成した。また、脱走者および徴兵忌避者は難民として国外へ流出した者も多い。
2013年3月14日に発表されたイギリスの国際戦略研究所の分析では、正規の陸軍兵力は平時定員の半分に満たない10万人まで減少したと推定されたが、その後の戦時動員による徴兵強化や戦局の好転により兵力は若干回復し、現在は13万人弱であると推定されている。しかし、有事下の現有兵力は内戦以前の平時定員すら充足しておらず、正規軍の兵力不足は慢性的となっている。

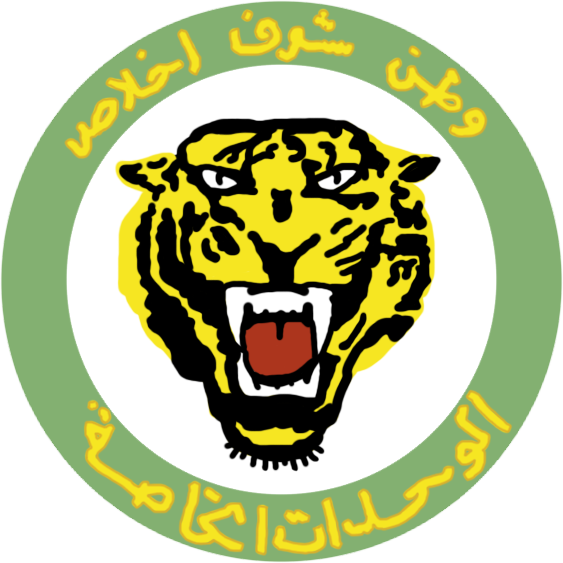
特殊戦力師団 通称「虎部隊」の臂章

内戦による荒廃によって兵の応召は機能不全に陥っており、正規軍の兵力不足を補うために予備役部隊が創設され、他にもバアス党の民兵組織やシーア派民兵組織のヒズボラ、アル＝アッバス旅団、AAH、カターイブ・ヒズボラ等に加え、シリア社会民族党民兵組織、ドゥルーズ派民兵組織、アラウィー派民兵組織ならびにパレスチナ人の民兵組織など、シリア人のみならずレバノン人やイラク人、パレスチナ人などによって構成される数多くの親政府武装組織が活動している(予備役部隊および国内を拠点とする親政府武装組織については、次節にて詳述)。ゆえに正規軍自体の兵力は平時定員に満たないが、予備役部隊および各種親政府などの非正規軍と正規軍を合算した広義の政府軍の兵力は、内戦勃発以前における陸軍正規軍の平時定員を上回っている（ただし、内戦以前の陸軍予備役は50万人であり、有事定員には満たない規模である）。
また、ロシア・イランは政府軍に軍事顧問を派遣しており、イランはそれに加えて自国民兵およびハザラ人民兵を派遣し、ロシアは海上戦力および航空戦力と、シリアにおけるロシア空・海軍根拠地防衛のための地上戦力を派遣している。

共和国防衛隊の臂章

陸軍の戦力のうち最精鋭は、共和国防衛隊と第4機甲師団、および空挺部隊・装甲部隊などを含む2個特殊戦力師団と6個独立特殊戦力連隊である。このうち共和国防衛隊は、3個機械化旅団・1個砲兵連隊および、警護部隊にあたる2個歩兵連隊を有し、バアス党の党員資格を持つ者で構成される（シリア・バアス党の中核支持層は、アラウィー派・キリスト教徒・ドゥルーズ派・イスマーイール派の他、スンニ派世俗層の一部も含まれる）。また第4機甲師団は3個機甲旅団・1個機械化旅団・1個砲兵連隊および、特殊戦力にあたる1個空挺連隊を有し、大部分は現大統領バッシャール・アル＝アサドの出身宗派であるアラウィー派によって構成されているとされる。そして特殊戦力師団は3個特殊戦力連隊を有し、6個独立特殊戦力連隊は特殊戦力司令部に属す。なお、共和国防衛隊に関しては内戦勃発後、隷下に一個旅団が増設され現在は少なくとも4個旅団を有する他、女性兵士部隊が新規編成された（本部隊の規模は、旅団もしくは連隊であるが詳細は不明）。内戦以前における共和国防衛隊と第4機甲師団の規模の差は、共和国防衛隊が第4機甲師団を数個大隊分上回る程度に過ぎなかったが、前記のような戦時の部隊増設により、数個連隊分の差となっている。

第4機甲師団の肩章

政府の権力基盤であるこれら精鋭部隊のうち共和国防衛隊と特殊戦力司令部および第4機甲師団の指揮権は軍参謀本部の所轄である(共和国防衛隊は大統領直轄との説もある）が、第4機甲師団は現大統領の弟マーヘル・アル＝アサドの強い影響下にあるため、実質的に当該人物が指揮権を握っており、軍参謀本部の指揮権は表面的とされる(マーヘル・アル＝アサドの階級は准将であり、名目上は同師団隷下の一個機甲旅団の旅団長に過ぎない)。また、特殊戦力師団は第一軍団隷下である。シリア陸軍は前記した軍参謀本部直属の精鋭部隊、特殊戦力師団の属する第一軍団のほか、第二軍団および第三軍団からなる。また、正規軍の兵力が不足する中、2015年中ごろより、ロシア軍の指導によって予備役部隊を再編した第四軍団の建設が進行中であるが内実は不明である。
一個あたりの定員は、軍団が5万人、師団が5千人弱から1万5千人強まで、また旅団一個あたりの定員は、それぞれ機械化旅団が3500人、機甲旅団および歩兵旅団が2500人、砲兵旅団は不詳である。また特殊戦力連隊ならびに歩兵連隊と砲兵連隊は1500人からなる。そして、大隊の定員は300人から500人程度である。旅団および連隊は大隊を基幹に編成され、師団の編成は、旅団および連隊が基幹となる。
なお、シリア・アラブ軍は基本的にバアス党によって政治化された軍隊であり、党への加入は強制されないが、上位階級への昇進にはバアス党籍が必須であるとされる。

### シリア海軍
シリア海軍は5,000人の兵力を保有している。第四次中東戦争やラタキア沖海戦でイスラエル軍と戦闘を行った。

### シリア空軍
シリア空軍は60,000人の人員を保有する。このうち現役は40,000人で、20,000人は予備役である。装備する航空機はロシアから購入しており、主力はSu-22・MiG-23・MiG-21等の旧式機で、現代的な航空機は少ないがSu-24・MiG-25・ MiG-29等を保有する。
また前大統領ハーフィズ・アル＝アサドの古巣という事もあり、四軍の中でも政権に対する忠誠心が高いとされる。

### シリア防空軍
シリア防空軍は40,000人の人員を保有する。Lavochkin CP-75 Dvina/S-75M VolgaやIsayev S-125 Neva/S-125M Pechoraなどロシア製のものを多数保有している。

## 情報機関・治安警察組織
シリア軍の一部として組織されている軍事情報局と空軍情報部は内務省所管の総合情報部や政治治安部、バアス党シリア地域指導部所管の民族治安局は、国軍参謀本部所管、ないしは大統領直轄である共和国防衛隊と共に「真の権力装置」と言われるムハーバラートを構成している。
これらムハーバラートの内、軍事情報局は軍参謀本部所轄であり、首都ダマスカスの治安維持やパレスチナ人の監視などを主な任務としている。加えて、2005年4月まではレバノン実効支配を統括していた。また空軍情報部はシリア空軍によって別途所轄され、国内外における治安・諜報活動を担っているが、1990年代以後、地位が低下したとされる。
これに対して内務省は、既述のとおり総合情報部や政治治安部を所轄しており、国内の政治組織および活動家の監視を任されている。
また、民族治安局は2009年の国民安全保障会議の発足と同時に解体された。国民安全保障会議の成員には、従来の情報機関・治安組織の高官の他に文民も含まれ、軍事情報局、空軍情報部および総合情報部、政治治安部の統括が設置の目的とされるが、具体的な活動内容は知られていない。

## 旧シリア軍の主要装備
ここでは内戦による崩壊前（内戦勃発前）の旧シリア軍の主要な装備を一覧とする。シリア軍は冷戦中から大量のソ連制装備とごく少数の西側装備を保有していた。そしてこれはシリアが湾岸戦争に多国籍軍の一員として参戦した当時の1990年当時の装備である。
陸軍
兵員30万人
| 画像 | 名称            | 原産国                      | 分類             | 保有数   | 兵装・備考                               |
| ---- | --------------- | --------------------------- | ---------------- | -------- | ---------------------------------------- |
|      | T-54            | ソビエト連邦                | 主力戦車         | 計2050両 |                                          |
|      | T-55            | ソビエト連邦                | 主力戦車         | 計2050両 |                                          |
|      | T-62            | ソビエト連邦                | 主力戦車         | 1000両   |                                          |
|      | T-72            | ソビエト連邦                | 主力戦車         | 950両    | 最大1100両だが固定陣地用と保管中である。 |
|      | BRDM-2          | ソビエト連邦                | 偵察戦闘車       | 550両    |                                          |
|      | BMP-1           | ソビエト連邦                | 歩兵戦闘車       | 2250両   |                                          |
|      | BTR-40          | ソビエト連邦                | 装甲兵員輸送車   | 計1500両 |                                          |
|      | BTR-50          | ソビエト連邦                | 装甲兵員輸送車   | 計1500両 |                                          |
|      | BTR-60          | ソビエト連邦                | 装甲兵員輸送車   | 計1500両 |                                          |
|      | BTR-152         | ソビエト連邦                | 装甲兵員輸送車   | 計1500両 |                                          |
|      | OT-64           | ポーランド チェコスロバキア | 装甲兵員輸送車   | 不詳     |                                          |
|      | A-19カノン砲    | ソビエト連邦                | 榴弾砲           | 100門    |                                          |
|      | M-30榴弾砲      | ソビエト連邦                | 榴弾砲           | 150門    |                                          |
|      | D-30榴弾砲      | ソビエト連邦                | 榴弾砲           | 500門    |                                          |
|      | M-46カノン砲    | ソビエト連邦                | 榴弾砲           | 650門    |                                          |
|      | ML-20榴弾砲     | ソビエト連邦                | 榴弾砲           | 50門     |                                          |
|      | S-23カノン砲    | ソビエト連邦                | 榴弾砲           | 10門     |                                          |
|      | 2S1自走榴弾砲   | ソビエト連邦                | 自走砲           | 100門    |                                          |
|      | T-34            | ソビエト連邦 シリア         | 自走砲           | 36門     | シリアが独自に改良したT-34/D-30型。      |
|      | 2S3自走榴弾砲   | ソビエト連邦                | 自走砲           | 50門     |                                          |
|      | BM-21           | ソビエト連邦                | 多連装ロケット砲 | 250基    |                                          |
|      | PM-43迫撃砲     | ソビエト連邦                | 迫撃砲           | 400門    |                                          |
|      | M-43迫撃砲      | ソビエト連邦                | 迫撃砲           | 100門    |                                          |
|      | M-240迫撃砲     | ソビエト連邦                | 迫撃砲           | 若干門   |                                          |
|      | 9K52            | ソビエト連邦                | 弾道ミサイル     | 18基     |                                          |
|      | OTR-21 トーチカ | ソビエト連邦                | 弾道ミサイル     | 最大18基 |                                          |
|      | R-17            | ソビエト連邦                | 弾道ミサイル     | 18基     |                                          |
|      | P-5             | ソビエト連邦                | 弾道ミサイル     | 不詳     |                                          |
|      | ルベーシュ      | ソビエト連邦                | 弾道ミサイル     | 不詳     | 沿岸防衛用に装備していた。               |
|      | 9M14            | ソビエト連邦                | 対戦車ミサイル   | 700基    |                                          |
|      | 9M111           | ソビエト連邦                | 対戦車ミサイル   | 200基    |                                          |
|      | ミラン          | フランス 西ドイツ           | 対戦車ミサイル   | 200基    |                                          |
|      | ZU-23-2         | ソビエト連邦                | 高射砲           | 400門    |                                          |
|      | ZSU-23-4        | ソビエト連邦                | 高射砲           | 300門    |                                          |
|      | 61-K対空砲      | ソビエト連邦                | 高射砲           | 200門    |                                          |
|      | S-60対空機関砲  | ソビエト連邦                | 高射砲           | 400門    |                                          |
|      | ZSU-57-2        | ソビエト連邦                | 高射砲           | 10門     |                                          |
|      | KS-19高射砲     | ソビエト連邦                | 高射砲           | 若干門   |                                          |
|      | 9K32            | ソビエト連邦                | 地対空ミサイル   | 不詳     |                                          |
|      | 9K31            | ソビエト連邦                | 地対空ミサイル   | 不詳     |                                          |
|      | 9K35            | ソビエト連邦                | 地対空ミサイル   | 不詳     |                                          |

海軍
兵員6000人
| 画像 | 名称                 | 原産国       | 分類         | 保有数       | 兵装・備考                                      |
| ---- | -------------------- | ------------ | ------------ | ------------ | ----------------------------------------------- |
|      | ロメオ型潜水艦       | ソビエト連邦 | 潜水艦       | 3隻          | 533mm魚雷発射管搭載。                           |
|      | ペチャ型フリゲート   | ソビエト連邦 | フリゲート   | 2隻          | 対潜ミサイル発射機4基、533mm魚雷発射管5基搭載。 |
|      | オーサ型ミサイル艇   | ソビエト連邦 | ミサイル艇   | 12隻         | P-15対艦ミサイル4基搭載。                       |
|      | P-15                 | ソビエト連邦 | 対艦ミサイル | 不詳         |                                                 |
|      | ズーク型哨戒艇       | ソビエト連邦 | 哨戒艇       | 8隻          |                                                 |
|      | ナチャ型掃海艇       | ソビエト連邦 | 掃海艇       | 1隻          |                                                 |
|      | T-43型掃海艇         | ソビエト連邦 | 掃海艇       | 1隻          |                                                 |
|      | ソーニャ型掃海艇     | ソビエト連邦 | 掃海艇       | 1隻          |                                                 |
|      | バーニャ型掃海艇     | ソビエト連邦 | 掃海艇       | 2隻          |                                                 |
|      | エフゲーニャ型掃海艇 | ソビエト連邦 | 掃海艇       | 4隻          |                                                 |
|      | ポルノクヌイ型揚陸艇 | ソビエト連邦 | 揚陸艦       | 3隻          | 兵員100人乗艦、戦車5両搭載可能。                |
|      | Mi-14                | ソビエト連邦 | 対潜哨戒機   | 12機から20機 |                                                 |
|      | Ka-25                | ソビエト連邦 | 対潜哨戒機   | 5機          |                                                 |

空軍
兵員4万人
| 画像 | 名称          | 原産国            | 分類             | 保有数 | 兵装・備考                                                 |
| ---- | ------------- | ----------------- | ---------------- | ------ | ---------------------------------------------------------- |
|      | MiG-17        | ソビエト連邦      | 戦闘攻撃機       | 38機   | 練習用も含む。                                             |
|      | MiG-23        | ソビエト連邦      | 戦闘攻撃機       | 156機  | 攻撃機型60機、戦闘機型80機、練習機型16機。                 |
|      | Su-7          | ソビエト連邦      | 戦闘攻撃機       | 20機   | 攻撃機型15機、練習機型5機。                                |
|      | Su-20         | ソビエト連邦      | 戦闘攻撃機       | 35機   |                                                            |
|      | Su-24         | ソビエト連邦      | 戦闘攻撃機       | 22機   |                                                            |
|      | MiG-21        | ソビエト連邦      | 戦闘機           | 222機  | 戦闘機型172機、練習機型50機。                              |
|      | MiG-25        | ソビエト連邦      | 戦闘機           | 41機   | 戦闘機型30機、偵察機型6機、練習機型5機。                   |
|      | MiG-29        | ソビエト連邦      | 戦闘機           | 30機   |                                                            |
|      | Mi-8          | ソビエト連邦      | 電子戦機ほか     | 108機  | 電子戦機型8機、輸送ヘリ型100機。                           |
|      | An-12         | ソビエト連邦      | 輸送機           | 6機    |                                                            |
|      | An-24         | ソビエト連邦      | 輸送機           | 4機    |                                                            |
|      | An-26         | ソビエト連邦      | 輸送機           | 5機    | 名目上は民間機として登録されている。しかし実質的には軍用。 |
|      | ファルコン 20 | フランス          | 輸送機           | 2機    | 名目上は民間機として登録。                                 |
|      | Il-76         | ソビエト連邦      | 輸送機           | 4機    | 名目上は民間機として登録。                                 |
|      | Yak-40        | ソビエト連邦      | 輸送機           | 7機    | 名目上は民間機として登録。                                 |
|      | Mi-24         | ソビエト連邦      | 攻撃ヘリコプター | 50機   |                                                            |
|      | SA 342        | フランス          | 攻撃ヘリコプター | 50機   |                                                            |
|      | Mi-17         | ソビエト連邦      | 汎用ヘリコプター | 45機   |                                                            |
|      | Mi-2          | ソビエト連邦      | 汎用ヘリコプター | 10機   |                                                            |
|      | L-39          | チェコスロバキア  | 練習機           | 90機   |                                                            |
|      | L-29          | チェコスロバキア  | 練習機           | 10機   |                                                            |
|      | MBB-223       | 西ドイツ          | 練習機           | 20機   |                                                            |
|      | R-3           | ソビエト連邦      | 空対空ミサイル   | 不詳   |                                                            |
|      | R-40          | ソビエト連邦      | 空対空ミサイル   | 不詳   |                                                            |
|      | R-24          | ソビエト連邦      | 空対空ミサイル   | 不詳   |                                                            |
|      | R-60          | ソビエト連邦      | 空対空ミサイル   | 不詳   |                                                            |
|      | R-27          | ソビエト連邦      | 空対空ミサイル   | 不詳   |                                                            |
|      | 9M17          | ソビエト連邦      | 空対地ミサイル   | 不詳   |                                                            |
|      | Kh-23         | ソビエト連邦      | 空対地ミサイル   | 不詳   |                                                            |
|      | Kh-25         | ソビエト連邦      | 空対地ミサイル   | 不詳   |                                                            |
|      | HOT           | フランス 西ドイツ | 空対地ミサイル   | 不詳   |                                                            |

防空軍
兵員6万人
| 画像 | 名称  | 原産国       | 分類           | 保有数    | 兵装・備考                                                  |
| ---- | ----- | ------------ | -------------- | --------- | ----------------------------------------------------------- |
|      | S-75  | ソビエト連邦 | 地対空ミサイル | 最大392基 | 上記と以下合わせて、これら2つのミサイルの合計配備数である。 |
|      | S-125 | ソビエト連邦 | 地対空ミサイル | 最大392基 | 上記と以下合わせて、これら2つのミサイルの合計配備数である。 |
|      | 2K12  | ソビエト連邦 | 地対空ミサイル | 最大200基 |                                                             |
|      | S-200 | ソビエト連邦 | 地対空ミサイル | 最大48基  |                                                             |
|      | 9K33  | ソビエト連邦 | 地対空ミサイル | 最大60基  |                                                             |